# Nyassyriska riket

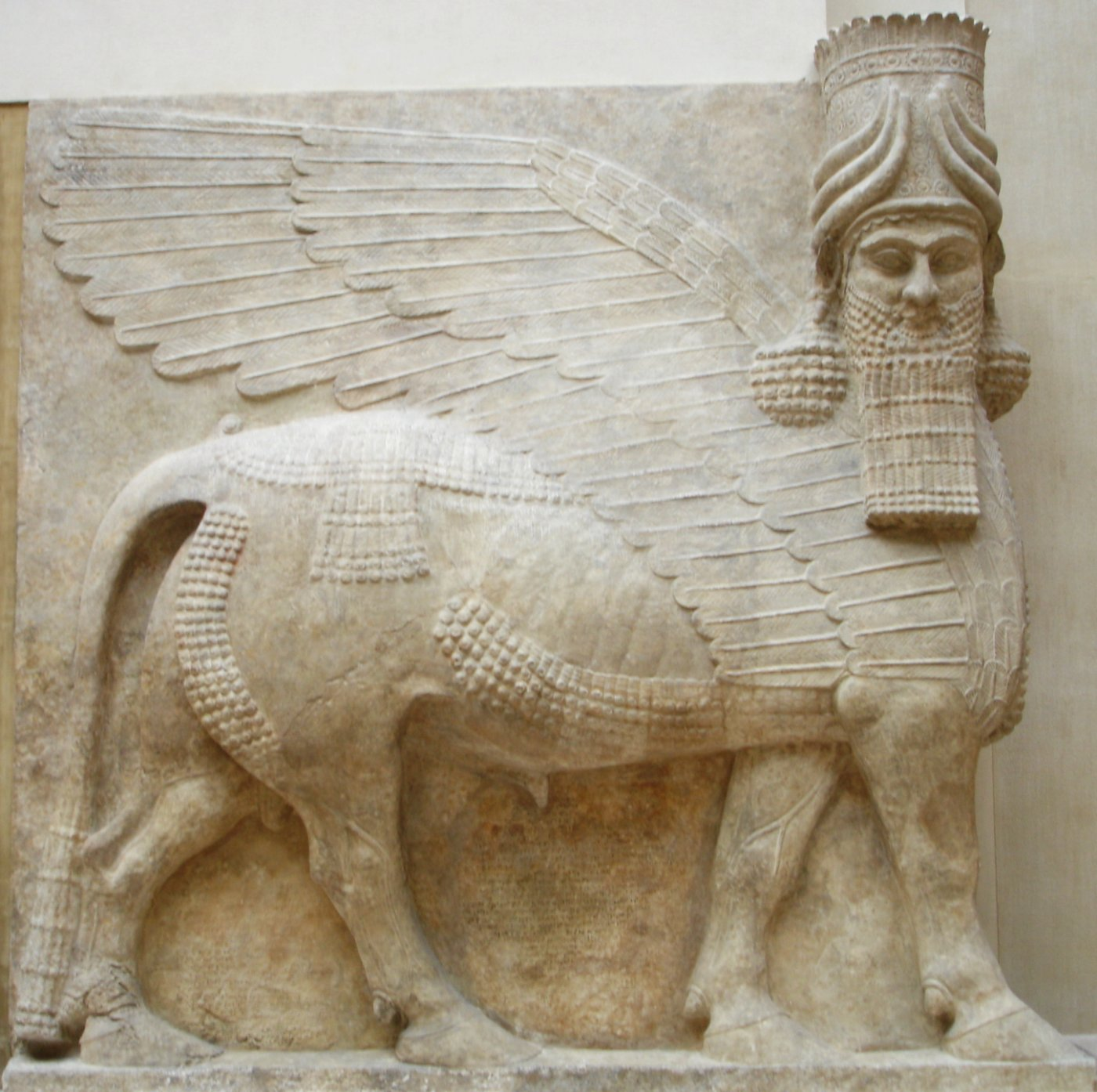
En assyrisk bevingad tjur, eller lamassu, från Sargons palats i Dur-Sharrukin.

Nyassyriska riket (934–609 f.Kr.) var det Assyriska imperiet under järnåldern som bestod av flera olika regioner, bland annat Irak, Syrien, Libanon, samt delar av Turkiet och Iran, och även Egypten under en viss period.